# Egindiköl
Egindiköl är en ort i Kazakstan.   Den ligger i oblystet Aqmola, i den centrala delen av landet, 140 km väster om huvudstaden Astana. Egindiköl ligger 340 meter över havet och antalet invånare är 3 751.
Terrängen runt Egindiköl är platt. Runt Egindiköl är det mycket glesbefolkat, med 2 invånare per kvadratkilometer. Trakten runt Egindiköl består i huvudsak av gräsmarker.